# 내출혈

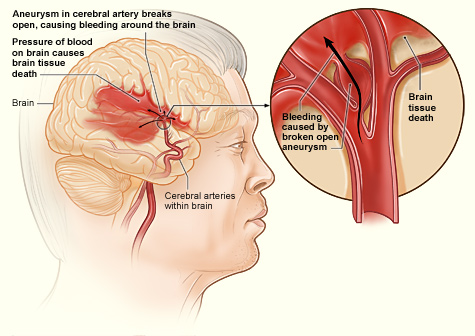

내출혈(內出血)은 체내에 모이는 혈관에서 혈액이 손실되는 것을 뜻한다. 내출혈은 일반적으로 외부에서는 보이지 않는다. 이는 심각한 의학적 응급 상황이지만 중증도는 출혈 속도와 출혈 위치(예: 머리, 몸통, 사지)에 따라 다르다. 흉부, 복부, 후복막 공간, 골반 및 허벅지로의 심한 내부 출혈은 적절한 치료를 신속하게 받지 않으면 저혈량성 쇼크 또는 사망에 이르게 될 수도 있다. 내출혈은 의학적 응급 상황이며 즉시 의료 전문가의 치료를 받아야 한다.